# Подольские
Подо́льские — нетитулованный российский дворянский род.
Фамилия Подольских происходит из польского шляхетства. Во время правления царя и великого князя Алексея Михайловича Андрей Подольский отправился в Россию из Польши.

## Описание герба
На щите, имеющем красное поле, изображен серебряный платок, связанный наподобие кольца. Щит увенчан дворянским шлемом и дворянскою короною, на поверхности которой находится воин в латах и с повязкою на главе, руками держащий два оленьих рога, по сторонам его находящиеся. Намет на щите красный, подложенный серебром. Герб рода находится в восьмой части Общего гербовника дворянских родов Российской империи.
Расшифровка герба
Основные цвета белый (серебро) и красный (червлёнь).
Червлёнь (красный) — символизирует храбрость, мужество, любовь, а также кровь, пролитую в борьбе.
Серебро — символизирует благородство, откровенность, а также чистоту, невинность и правдивость.
Рога — символизируют силу духа.
Шлем отражает принадлежность к благородному сословию (Дворянству).
Корона отражает титул, в данном случае не титулованная особа.
Воин с повязкой отражает участие в битве за своего сюзерена.